# Magaza Masanči
Magaza Masanči, o Magaza Masančin, noto anche come Ma Sanqi (in russo Магаза Масанчи?; in dungano: Магәзы Масанчын; Vernyj, 1886 – 1937), è stato un militare, rivoluzionario e politico russo e sovietico di etnia dungana. Partecipò alla rivoluzione russa al fianco dei bolscevichi. Karakunuz, in Kazakistan, venne rinominata Masanči in suo onore. È stato una delle vittima delle grandi purghe volute da Iosif Stalin.

## Carriera
Masanči nacque nel 1886 a Vernyj da padre contadino.
Durante la guerra civile russa i comunisti iniziarono a cercare il supporto delle popolazioni non russe dell'Asia centrale, invitando i Dungani ad unirsi all'Armata rossa.
I Dungani residenti nella città si unirono all'Armata rossa dopo aver servito nelle forze zariste al ritorno da Biškek, combattendo per i Sovietici nel Semireč'e. Tuttavia, i contadini dungani erano indifferenti riguardo entrambe le fazioni della guerra civile, ma è stato riportato che i bolscevichi avrebbero commesso delle atrocità contro gli abitanti indigeni dell'Asia centrale. Dalla parte dell'Armata bianca vi erano i Dungani più abbienti e i membri del clero islamico.
Masanči aveva partecipato inizialmente alla prima guerra mondiale come membro dell'esercito imperiale russo. Dopo la deposizione dello Zar, si era ritirato a Tashkent.
Masanči comandò il reggimento di cavalleria dungano dell'Armata rossa e si distinse per la sua lotta contro i controrivoluzionari in Kazakistan. Magaza Masanči combatté per l'Unione Sovietica con Dmitrij Furmanov. Dopo la guerra civile, divenne un ufficiale in Uzbekistan e Kazakistan.
Dopo aver partecipato al III Congresso dell'Internazionale Comunista nel 1921, Masanči fronteggiò la rivolta dei Basmachi. È stato anche un membro della polizia segreta sovietica.
Tuttavia, Masanči rimase vittima delle grandi purghe staliniste, venendo riabilitato successivamente.